# 初音島
《初音島》（日語：D.C. ～ダ・カーポ～，簡稱D.C.）是於2002年6月28日由日本CIRCUS製作發行的戀愛冒險類型美少女遊戲，2008年2月14日發行PlayStation 2版，預定發行重製版《D.C. Re:tune》。另外還有漫畫與動畫系列的發行。D.C.為da capo的縮寫，是義大利文的「返始」之意，也是樂譜常用的記號之一。
2025年1月13日Bushiroad在「Bushiroad 新春大發表會 2025」節目上宣佈推出本作全新重製版，名為「D.C. Re:tune（D.C. Re:tune ～ダ・カーポ～ リチューン）」，並追加全新角色-風祈。

## 故事簡介
D.C.～Da Capo～
在初音島有著一年四季都不會凋謝的櫻花，在這擁有魔法的島上，如果許下願望，四季永不凋謝的櫻花樹就會幫人們實現願望。故事描寫普通的中學生朝倉純一與妹妹音夢以及島上許多人身邊發生的故事。
D.C.S.S.～Da Capo Second Season～（動畫版續作）
初音島都變回普通的櫻花，實現人們願望的魔法也消失了……主角朝倉純一的妹妹音夢，離開島上已經兩年了，班上的一些女同學組成了“朝倉後援會”幫助妹妹不在的朝倉幫忙他解決生活上的麻煩。此時，島上卻來了一位意外的訪客－－艾西亞，為了學會“能讓人幸福的魔法”，來尋找多年前與艾西亞的奶奶是好友，傳聞是位偉大的魔法師的純一的奶奶。艾西亞一直想成為能夠幫助他人的偉大魔法師，於是在島上住了下來，希望能請“不會魔法的魔法師之孫”的純一教導他魔法……

## 歷史
2001年
- 12月14日─資料片（Circus Amusement Disk Vol. 2）發售，收錄了D.C.的先行作：

2002年
- 6月28日─PC遊戲D.C.（CD版）發售
- 7月28日─PC遊戲D.C.（DVD版）發售
- 12月13日─PC遊戲D.C. White Season發售

2003年
- 2月─漫畫D.C.開始連載
- 6月1日─短編PC遊戲D.C.～温泉編～推出
- 7月5日─動畫D.C.第一季開始播放
- 9月26日─感謝作D.C.感謝pack正式發售：在動畫推出後的感謝作，包括memories DISK和memories BOOK，內收錄了「D.C.先行作」、「D.C.體驗版」、「D.C.P.S. Demo Movie」、「D.C.動畫版片頭動畫」和其他Circus公司的遊戲的片頭動畫
- 10月4日─電台節目「初音島放送局」開始播放
- 10月30日─PS2遊戲D.C.P.S.發售

2004年
- 5月28日─PC遊戲D.C.P.C.（D.C. Plus Communication）發售
- 8月─漫畫D.C.S.G.開始連載
- 8月27日─PC遊戲D.C. Summer Vacation發售

2005年
- 7月2日─動畫D.C.第二季（D.C.S.S.）開始播放
- 7月14日─PS2遊戲D.C.P.S.廉價版發售
- 7月15日─電台節目「初音島放送局S.S.」開始播放
- 12月15日─PS2遊戲D.C. Four Seasons發售
- 12月16日─感謝作D.C.P.C.感謝pack發售

2006年
- 12月22日─CIRCUS官方Fandisk：Circus Disk ～Christmas Days～發售

2007年
- 6月1日─D.C. DVD Players Game 小鳥篇 發售
- 6月29日─對應Windows Vista的D.C.II, Circus Disk - Christmas Days, D.C.P.C.發售
- 7月27日─D.C. DVD Players Game 櫻篇 發售
- 9月28日─D.C. DVD Players Game 音夢篇 發售

2008年
- 2月14日─PS2遊戲D.C. the Origin發售
- 2月29日－PC遊戲D.C.P.K.發售
- 4月－漫畫D.C. the Origin開始連載
- 6月27日─PC遊戲D.C.After Seasons發售
- 6月27日－PC遊戲D.C. Four Seasons發售
- 7月25日─CIRCUS官方Fandisk：C.D.C.D.2發售
- 9月26日－PC遊戲D.C. Girl's Symphony發售
- 12月25日－動畫D.C.if前篇於D.C.的DVD總集一併收錄

2009年
- 1月23日－PC英文版發售
- 3月25日－動畫D.C.if後篇於D.C.S.S.的DVD總集一併收錄
- 4月29日－PS2遊戲D.C.I.F.發售

2010年
- 4月23日－PC遊戲小鳥Love Ex P發售
- 10月28日─PSP遊戲D.C.I＆II P.S.P.發售
- 12月24日－PC遊戲D.C. Dream X'mas發售

2011年
- 1月27日－T.P.櫻前篇之遊戲與動畫OVA發售
- 2月24日－T.P.櫻後篇之遊戲與動畫OVA發售

2012年
- 8月31日－D.C.～ダ・カーポ～ BD特別版發售

2013年
- 1月25日－D.C.I＆II～ダ・カーポI＆II～ BD特別版 W包發售

## 登場人物
所有登場人物的配音員均以電腦遊戲版／動畫版／PS2遊戲版的順序排列（顯示為「-」的是指沒有登場），部分中文譯名是非官方譯名

### 自D.C.起登場人物
朝倉純一（あさくら じゅんいち，Asakura Jun'ichi）
配音：無配音、能登麻美子（幼年時代）／泰勇氣、高木禮子（幼年時代）／城樹翔（DVD Players Game）
D.C.的主人公。12月28日生，身高168cm，體重61kg。就讀風見學園附屬中學3年1班（動畫D.C.S.S就讀風見學園本校3年2班），座號經常是1號。雖然有責任感和正義感，但很怕麻煩，也很容易放棄。口頭禪是「真累人」。對愛情很遲鈍，雖然受到很多女生（D.C.7人，D.C.P.C.13人）喜歡，但自身並沒察覺。喜歡的食物包括炒麵麵包、松野家牛肉飯和海膽美乃滋飯糰，討厭的食物是香菇。因為雙親被派往外國工作的關係，與義妹朝倉音夢在初音島相依為命。從祖母學習到使用魔法的能力，能在手中變出和果子。也因為魔法能力的關係，經常無意中看到別人的夢。在動畫D.C.S.S.的最後，與音夢結婚。
朝倉音夢（あさくら ねむ，Asakura Nemu）
配音：鳥居花音／野川櫻／本渡楓
12月28日生，身高155cm，體重37kg，三圍數字是79/53/82。
就讀風見學園附屬中學3年1班。父母早年因車禍喪生及後被朝倉家收養，本名為柏木音夢。與純一同一天出生(出生時間不明，所以實際上是姐姐還妹妹無從得知，她拒絕純一是弟弟)，但稱純一為兄（「兄さん」）。因為身體虛弱，經常發熱，所以純一經常幫她檢查體溫。在學校擔任風紀委員，成績優秀，性格活潑可愛，所以在學校很受歡迎（但是做的菜卻非常難吃）。占有欲和嫉妒心非常重，對純一抱有超越兄妹的感情，見到純一跟其他女生一起會動用暴力鎮壓，不许她们跟自己拥有跟纯一平等爱情。也嫉妒純一跟櫻的關係，將櫻在美國寫給純一的信全部丟掉。
在與純一交往後，因不明原因身體開始不適。不僅時常高燒不退，甚至開始從口中吐出櫻花的花瓣。在後期更遺忘了除了純一以外的人的所有記憶。在自知命不久長後，便事先寄了封遺書到自家住址，而後在學校的頂樓等著純一來找她，為的是滿足想跟哥哥一起上學的這個最後心願。在跟純一告別後，便體力不支的倒下。數日後，純一收到了遺書；
「親愛的兄さん，當你看到這封信時，是春天呢，還是依然是冬天？三餐有沒有正常吃呢，上學是不是又遲到了？我...非常的想念你。雖然看到櫻花，兄さん可能會想起我，不過這種事情，一年一次就行了。我想如果道歉的話，兄さん一定會生氣吧。但我還是要說聲：對不起。這封信很狡猾吧，希望讓兄さん忘記我，卻又希望自己能深深的烙印在兄さん的心中。還記得我們一起看的電視劇吧，我作夢也沒想到，劇中的場景居然會發生在我身上。總之，我想說的是，如果我們真的永遠的分離了，想必兄さん一定會感到遺憾，但是請不要自責，因為跟兄さん在一起的時光，我真的感到很幸福。假如跟櫻花樹許的願望能實現，我希望能跟兄さん再一起，不管幾年，幾十年，即便要讓我下輩子當個櫻花樹我也願意。最後，算我多管閒事，別老想著妹妹，趕快找個女朋友吧。　　　　音夢」。但音夢的身體奇蹟似的康復，在漫畫的最後音夢收下純一的戒指，並前往島外的護校就讀。
動畫D.C.S.S.一開始尚在護理學校實習，於第6集回到風見學園擔任保健員。期間受到艾西亞復活櫻花樹的舉動使得記憶出現障礙，讓跟純一的戀人關係一度回到原點，但最後靠著眾人的幫助之下取回記憶。在動畫的最後，與純一結婚。
芳乃櫻（芳乃 さくら，Yoshino Sakura）
配音：北都南／田村由香里／千春
9月4日生，身高140cm，體重31kg，三圍數字是68/51/72。
純一的表姊，住在朝倉家隔鄰，也因此成為純一跟音夢的兒時玩伴。雖然比純一年長，但仍稱純一為「哥哥」（「お兄ちゃん」）。是IQ180的天才少女，在美國越級取得植物學博士。歸來後，在風見學園附屬中學3年3班就讀。從祖母莉卡·格林伍德繼承魔法師的能力。D.C.S.S回來時因為魔法解除的關係長大一些，2年前為了純一與音夢之間的種種問題也獲得化解。最後前往美國留學繼續做初音島上櫻花樹的研究。
她是用第一人稱「僕（ボク）（女子通常用「私/わたし」）」作為第一人稱。
由於身為魔法師的關係，與島上的櫻花樹有很大的同步能力，只要自己有任何期望，櫻花樹都會無差別的幫她實現願望，因此導致了音夢生病以及逐漸喪失記憶。最後經由純一的諒解讓心情釋懷後，使用魔法使櫻花樹枯萎。與純一告別後便回到美國研究櫻花樹。
D.C.S.S.中短暫的回到初音島。在不斷的提醒艾西亞魔法是危險的一事卻不見成效，而後見到了艾西亞復活了櫻花樹並且使得大家的記憶出現障礙一事。在最後開導了艾西亞並看著她許願使櫻花樹二度枯萎後，於動畫的尾聲再度返回美國。
D.C.II、D.C.III的重要角色。
白河小鳥（白河 ことり，Shirakawa Kotori）
配音：日向裕羅／堀江由衣／市之瀨加那
6月20日生，身高157cm，體重41kg，三圍數字是83/55/84（D.C.S.S.時是84/55/84）。
就讀風見學園附屬中學3年3班。因為樣貌娟好、成績優秀和歌聲悅耳而成為校園公認的偶像。除了就讀的風見學園附屬中學外，在本校（風見學園）也擁有高人氣。人氣之高甚至傳說存在著一個非正式的同好會。喜歡甜食、櫻花和橙汁，不喜歡人多的環境、辣的食物和狗。從不凋謝的櫻花樹得到讀取他人內心想法的能力（後因櫻花樹枯萎而消失）。興趣是收集帽子，而帽子也成為小鳥的標誌。因為親戚推薦而加入聖詩隊，故平常也戴著聖詩隊的帽子。
因櫻花樹枯萎使得開始聽不到別人內心想法後，對於自身是否能跟別人，甚至是領養自己的家人們好好相處開始感到害怕。而後在純一的開導下開始勇敢的踏出第一步，並且在姊姊的婚禮上獻唱給予祝福。
於動畫D.C.S.S.擔任朝倉後援隊的一員，在音夢離島後給予生活上的照顧，並且擔任了約6集左右的女主角。後在女主角音夢回島後開始邊緣化成路人。但在最後大家產生記憶障礙時，為最先鼓勵音夢去面對自己內心的人，並幫助兩人重新再一起。
遊戲水夏登場的白河沙耶香是小鳥的表姊，而白河曆則是小鳥的姐姐。
天枷美春（あまかせ みはる，Amakase Miharu）
配音：春野日和／神田朱未／伊藤美來
3月16日生，身高153cm，體重39kg，三圍數字是78/54/83。
就讀風見學園附屬中學2年1班。在櫻前往美國後，成為純一跟音夢的玩伴。非常喜歡音夢，故常在風紀委員會裡與音夢一起行動。
性格活潑開朗，天真無邪，是很有精神的孩子。也因此有很多朋友，其中是最親的朋友。知道純一跟音夢沒有血緣關係，也常夢見兩人相處。非常喜歡香蕉，已經到達忘我程度。曾自稱「對香蕉的嗅覺超越常人100倍」，也曾自稱是「香蕉國的使者」。
HM-A05
因為美春意外陷入昏迷，身為天枷研究所所長的父親開發的替身機器人同名天枷美春，純一偶然中得知美春是替身機器人的存在後幫忙掩飾。然而因電路負荷造成無法繼續存活，終於在美春康復前結束性命和使命。
水越真子（みずこし まこ，Mizukoshi Mako）
配音： 長崎南／松岡由貴／伊駒百合繪
2月14日生，身高154cm，體重40kg，三圍數字是80/55/85。
就讀風見學園附屬中學3年1班。水越萌的妹妹。純一和音夢的同班同學，也是音夢的朋友。有著不服輸的個性和活潑開朗的性格，因此有很多朋友。有著倔強的脾氣，跟純一跟杉並總是吵架。但心裡對純一有好感。與姐姐同屬音樂部，負責演奏長笛。平常跟姐姐一起練習。喜歡姐姐、長笛和咖啡，討厭恐怖片和辣的食物。
水越萌（みずこし もえ，Mizukoshi Moe）
配音： 夏野向日葵／伊月唯／鈴代紗弓
10月9日生，身高159cm，體重43kg，三圍數字是87/57/86。
現在就讀風見學園本校1年2班。水越真子的姐姐。性格非常迷糊，喜歡睡覺，甚至連走路的時候也能睡著。參加音樂部，負責木琴的演出。也總是把木琴帶在身邊。專長是裁縫跟遲交作業，也很會煮火鍋。喜歡銅鑼燒，討厭昆蟲（尤其是蟑螂）
在某次車禍中被純一所救，讓她想起小時後，曾也因車禍被一位叫啟一的兒時玩伴所救的事情。啟一因為那次車禍而喪生，但萌在某次睡夢中，見到了啟一，因此認為啟一存在於自己的夢境中。所以時常服用安眠藥讓自己入睡與啟一相見，也因此大家時常見到萌睡迷糊的樣子。最後在純一的鼓勵幫忙下走出傷痛。
杉並（Suginami）
配音：東慎／岸尾大輔／江口拓也
身高171cm，體重63kg，就讀風見學園附屬中學3年1班。純一和葉的損友，雖然有優越的體能和俊美的外表，性格卻十分鬼怪，經常對真子吐槽而被拳腳相向，不過總是能夠躲開。在校內建設非公式新聞部，有著強大的情報蒐集能力，經常有來自「大佐」的神秘任務。
而後在D.C.II, D.C.III甚至是一百多年前的風見雞均有杉並的存在。
白河曆（しらかわ こよみ，Shirakawa Koyomi）
配音：／松井菜櫻子／藤井幸代
風見學園附屬中學3年1班班導，是小鳥的姐姐，是天枷研究所出身的教師，亦是美春機器人的監護人。後嫁到佐伯家育有一女。
鷺澤美咲（さぎさわ みさき，Sagisawa Misaki）
配音：草柳順子／松來未祐／石原夏織
身高156cm，三圍數字是85/56/86。
水越姐妹的兒時玩伴，因體弱多並加上被父親嚴格控管，原應為高中一年級生卻留在家中封閉休學，在動畫第二季時終於踏出房間，在愛西亞為大家的幸福煩惱時給予了許多正面的想法。
鷺澤賴子（さぎさわ よりこ，Sagisawa Yoriko）
配音：草柳順子／松來未祐／石原夏織
美咲飼養的三毛貓，因美咲的期望和不凋謝的櫻花樹魔法化身成人類的外貌（但有貓耳），接近仰賴已久的純一，在純一家裡擔當女傭。而後在櫻花樹枯萎之後，自己知道身為人類的外貌已不能持續，因此要求要跟純一約會。最後獲得了與純一的幸福，在他面前消失變回三毛貓，回到美咲身邊，並把與純一生活的記憶傳給了美咲。
歌丸（Utamaru）
配音：春野日和（至D.C.W.S.）→佐佐留美子（D.C.P.C.起）／桃井晴子／佐佐木琴子
小櫻所飼養的家貓，性情古怪，善於全身跳躍。經常被小櫻抱怨不能乖乖聽主人的話。頭部可以三百六十度迴旋。
森川知子（もりかわ ともこ，Morikawa Tomoko）
配音：鈴木理乃／服部加奈子／坂倉花
就讀風見學園附屬中學3年3班。小鳥的同伴，自稱小鳥專屬參謀。
佐伯加奈子（さえき かなこ，Saeki Kanako）
配音：北都南／白石涼子／土屋李央
就讀風見學園附屬中學3年3班。小鳥的同伴，自稱小鳥專屬幕僚，喜愛哥哥。
佐伯幹彥（さえき みきひこ，Saeki Mikihiko）
就讀風見學園本校。加奈子的哥哥，原本要前往海外留學的鋼琴研習，卻因加奈子對櫻花樹許願而遭到滯留，而因櫻花樹枯萎解除。
芳乃家祖母（芳乃のばあちゃん）
配音：北都南／小野未喜
於D.C.III有詳述其身份並且有相關的主線劇情。
八木布里基（八木ブリッヂ（やぎぶりっぢ），Yaki Bridge）
初音島上生活的神祕山羊，身分存在完全是謎。被杉並敬稱為長官。不時到處去吃掉別人的草稿或筆記紙張。
風祈
配音：遠野光
D.C. Re:tune追加的女主角
工藤
配音：河瀬茉希

鈴乃
配音：大木咲繪子

霧塔涼音
配音：高宮彩織

### 自D.C.P.S.起登場人物
工藤葉（工藤 叶，くどう かなえ，Kudou Kanae）
配音：鹿島步／澤城美雪
就讀風見學園附屬中學3年1班。和純一與杉並親近的三人組之一。實為因家庭因素而裝扮男性的少女，只有白河姐妹和少數教師知道她的真實性別。
月城愛麗絲（つきしろ ありす，TsukiShiro Arisu）
配音：／萩原惠美子
就讀風見學園附屬中學2年級。為過世的日籍的父親享司與母親蘇菲所生混血兒，由執事和佣人拉拔長大。目前從馬戲團引退搬來叔父真澄居住的初音島。
瀨場
配音：佐倉徹／宗矢樹賴
月城家的執事，為前特種部隊退休。被杉並稱呼為塞巴斯丁（音似瀨場）並尊敬。
胡之宮環（胡ノ宮 環，このみや たまき，Konomiya Tamaki）
配音：澤村弓子／黑河奈美
就讀風見學園附屬中學3年1班。下學期出現的轉學生，標準的大和撫子類型，說話稱呼都使用古式敬語。與父母在自家神社工作，繼承了母親的預知能力，因此時常會去阻止別人的惡兆發生。另外是相當擅長射擊的弓箭手。遊戲中開始與純一有婚約關係。
彩珠菜菜子（さいたま ななこ，Saitama Nanako）
配音：／淺野真澄
就讀風見學園附屬中學3年級，真子的小學同學。不修邊幅的粗心少女，實為以珠川彩子名義在少漫畫週刊Cute上連載的漫畫家，偶爾會把在她的作品裡發現以她與純一為男女主角的漫畫。隨身攜帶原稿，因熬夜趕工大多睡眠不足，漫畫原稿曾被布里基啃食。
紫和泉子（むらさき いずみこ，Murasaki Izumiko）
配音：／桑谷夏子
平時以粉紅熊布偶偽裝外表的神秘少女，真實身分為從地球外820光年距離的奇里多星系西姆星來的外星人，布偶裝其實是宇宙衣的一種。因為太空船損壞不能返回故鄉，在地球上到處打工掙錢轉取生活費。非常喜愛鮭魚飯糰。
霧羽香澄（きりゅう かすみ，Kiryuu Kasumi）
配音：神月葵／嘉數由美
在臨近畢業季節時的夜晚會常出現在校園的少女。在純一被杉並要求在夜晚去調查七大不可思議事件時與其邂逅，雖然喜歡在晚上去學校冒險，但意外的卻很怕幽靈。據其所言妹妹在三年前的車禍喪生，所以聽說每逢畢業季節校園裡都有幽靈出沒的事情後，便時常來尋找妹妹的身影。而後與純一共同調查校園後發生感情。最後在學校中庭碰到了自己的妹妹明日美後，與其對話才想起三年前的車禍死去的是自己。在得知明日美接受自己的心臟移植成功的活下去後，留著淚水並微笑著與純一跟明日美道別，伴隨著鈴聲消失在月色中。
霧羽明日美（きりゅう あすみ，Kiryuu Asumi）
配音：神月葵／福圓美里
霧羽香橙的妹妹，在聽說每逢畢業季節校園裡都有幽靈出沒的事情後，便時常來尋找姊姊的身影。最後在中庭與姊姊見面時，透露出姊姊是因為把心臟移植給自己才會死掉，讓香橙想起當初車禍後死去的是自己。而後與純一共同跟香橙道別後，與純一約定要一起去香橙墓前上香，並在給純一一個吻後離去。

### 動畫版登場人物
水越智也（みずこし ともや，Mizukoshi Tomoya）
配音：久保田惠
水越家長男、真子的弟弟。
艾西亞（アイシア）
配音：宮崎羽衣
純一祖母友人的孫女，不懂男女间情爱想法，先前一直與祖母在北歐旅行，第二季時祖母過世後來到朝倉家借住就讀風見學園，尋找祖母所說如何能夠幸福的魔法。在動畫版第二季中為故事觀點的主角。
在動畫版D.C.S.S.中，為了學習魔法的知識，來到日本尋找祖母的好朋友芳乃婆婆（さくら的奶奶，兩人關係可見遊戲 D.C.III）。在得知芳乃婆婆已去世且孫女芳乃さくら也不在島上後，便寄住在純一家。起先想拜純一為師學習魔法，但發現純一只會變出和菓子的魔法後便打消念頭。在音夢回到島上後便一直在觀察週遭的人們看待純一與音夢的關係。動畫後期描寫出アイシア也喜歡上了純一，並一直在找尋能讓大家都幸福的方法。在從ことり那邊得知兩年前櫻花樹枯萎的事情後便不斷的努力使之復活。最後成功的讓枯萎的櫻花樹復活後，除了アイシア以及さくら外的所有人都失去了音夢及純一已經是戀人的記憶，達到アイシア期盼的公平競爭的起點。但在最後，由音夢讀護校時寫給純一的信，加上杉並跟ことり的幫助下，兩人還是逐漸帶著痛苦的回復記憶。不忍見純一受苦的アイシア再度到了櫻花樹前，在純一以及さくら的面前許下了讓大家忘記自己的願望，伴隨著自己許過的願望消失在櫻花樹下。最後在音夢以及純一的婚禮上現身，把音夢拋出的花束用魔法倍增分給現場的所有女性，在看見大家的笑容後再度離開初音島。
在D.C.II.P.C.的アイシア線有接續此結局的後續故事。
昭島
配音：古澤徹
接替因懷孕而休職的白河曆後的風見學園保健室教師，也是音夢之前在護理學校的教師，很照顧音夢並推薦音夢回學校實習。
謎之少女
配音：桃井晴子
貓咪的主人。
中司曉美（なかつかさ あけみ，Nakatsukasa Akemi）

## 動畫

### 初音島
原名：

#### 配音員
- 朝倉純一（泰勇氣）
- 朝倉音夢（野川櫻）
- 芳乃櫻（田村由香里）
- 白河小鳥（白河琴梨）（堀江由衣）
- 天枷美春（神田朱未）
- 水越真子（松岡由貴）
- 水越萌（伊月唯）
- 鷺澤賴子（松來未祐）
- 杉並（岸尾大輔）

#### 第一季主題曲
- 片頭曲：

作詞／作曲：tororo、編曲：Angel Note
歌：yozuca*
- 片尾曲1：

作詞：tororo、作曲：長田直之
歌：CooRie
- 片尾曲2：

作詞／作曲：rino、編曲：長田直之
歌：CooRie
- 插入曲：

作詞／作曲：rino、編曲：大久保薰
歌：堀江由衣

#### 各話列表
| 話數 | 日文標題 | 中文標題         | 劇本                 | 分鏡       | 演出         | 作畫監督                                              |
| ---- | -------- | ---------------- | -------------------- | ---------- | ------------ | ----------------------------------------------------- |
| 1    |          | 我不能喜歡你嗎?  | 池田真美子           | 宮崎なぎさ | 山名隆史     | 監督：田頭しのぶ 補佐：名和宗則、志田正               |
| 2    |          | 叛逆的音夢、爆裂 | 池田真美子           | 阿部雅司   | 阿部雅司     | 總監督：田頭しのぶ 監督：丸山隆                       |
| 3    |          | 是香蕉吧         | 池田真美子           | しまづ聰行 | 鈴木吉男     | 總監督：田頭しのぶ 監督：古賀誠                       |
| 4    |          | 櫻花樹下的金絲雀 | 網谷正治             | 池端隆史   | 池端隆史     | 總監督：田頭しのぶ 監督：名和宗則、下谷智之、湯本佳典 |
| 5    |          | 因為是個女僕     | 長谷川勝己           | 佐山聖子   | 鈴木吉男     | 總監督：田頭しのぶ 監督：山本佐和子                   |
| 6    |          | 去海邊吧         | 鈴木雅詞             | 阿部雅司   | 阿部雅司     | 總監督：田頭しのぶ 監督：志田正                       |
| 7    |          | 水越家的邀請招待 | 長谷川勝己           | しまづ聰行 | 後信治       | 田頭しのぶ                                            |
| 8    |          | 歌丸的春天       | 鈴木雅詞、池田真美子 | 宮崎なぎさ | 宮崎なぎさ   | 志田正                                                |
| 9    |          | 謎一般的詩人     | 池田真美子           | 宮崎なぎさ | 宮崎なぎさ   | 山本佐和子                                            |
| 10   |          | 想讓你聽見       | 網谷正治             | 池端隆史   | 池端隆史     | 名和宗則                                              |
| 11   |          | 外出吧           | 長谷川勝己           | 佐山聖子   | 後信治       | 古賀誠                                                |
| 12   |          | 戀愛遊戲         | 鈴木雅詞             | しまづ聰行 | 中尾幸彦     | 田頭しのぶ                                            |
| 13   |          | 櫻的心情澎湃     | 網谷正治             | 志田正     | 高橋タクロヲ | 志田正                                                |
| 14   |          | 小狗式購物       | 長谷川勝己           | 阿部雅司   | 阿部雅司     | 山本佐和子                                            |
| 15   |          | 總集篇           | 宮崎なぎさ           | 宮崎なぎさ | 宮崎なぎさ   | ―                                                     |
| 16   |          | 糟糕的魔法使     | 池田真美子           | しまづ聰行 | 後信治       | 茂木信二郎                                            |
| 17   |          | 沒有實現的願望   | 池田真美子           | しまづ聰行 | 山本深幸     | 島澤範子                                              |
| 18   |          | 兩個人的秘密     | 網谷正治             | 宮崎なぎさ | 鎌仲史陽     | 下谷智之                                              |
| 19   |          | 幸福的時光       | 長谷川勝己           | 志田正     | 高橋タクロヲ | 志田正                                                |
| 20   |          | 擦肩而過的心意   | 鈴木雅詞             | 阿部雅司   | 阿部雅司     | 山本佐和子                                            |
| 21   |          | 櫻的決心         | 池田真美子           | 宮崎なぎさ | 嵯峨敏       | 田頭しのぶ                                            |
| 22   |          | 美好的回憶       | 長谷川勝己           | 後信治     | 高橋タクロヲ | 古賀誠、丸山隆                                        |
| 23   |          | 真心的告白       | 網谷正治             | 宮崎なぎさ | 山本深幸     | 島沢ノリコ                                            |
| 24   |          | 記憶之門         | 池田真美子           | 阿部雅司   | 阿部雅司     | 山本佐和子                                            |
| 25   |          | 崩壞的心         | 池田真美子           | 林明美     | 後信治       | 丸山隆、下谷智之                                      |
| 26   |          | 最終回           | 池田真美子           | 宮崎なぎさ | 宮崎なぎさ   | 田頭しのぶ                                            |

### 初音島 第二季
原名：

#### 配音員
- 朝倉純一（泰勇氣）
- 朝倉音夢（野川櫻）
- 芳乃櫻（田村由香里）
- アイシア（宮崎羽衣）
- 白河小鳥（堀江由衣）
- 天枷美春（神田朱未）
- 水越真子（松岡由貴）
- 水越萌（伊月唯）
- 鷺澤美咲（松來未祐）
- 月城アリス（荻原えみこ）
- 彩珠ななこ（淺野真澄）
- 胡ノ宮環（黑河奈美）
- 杉並（岸尾大輔）

#### 主題曲
- 片頭曲：

作詞／作曲：tororo、編曲：Angel Note
歌：yozuca*
- 片尾曲1：

作詞／作曲：rino、編曲：大久保薰
歌：CooRie
- 片尾曲2：

作詞／作曲：rino、編曲：大久保薰
歌：CooRie
- 插入曲：

作詞／作曲：rino、編曲：大久保薰
歌：堀江由衣
- 插入曲：

作詞／作曲：yozuca*、編曲：大久保薰
歌：野川櫻

#### 各話列表
| 話數 | 日文標題         | 中文標題         | 劇本                   | 分鏡                     | 演出             | 作畫監督                     |
| ---- | ---------------- | ---------------- | ---------------------- | ------------------------ | ---------------- | ---------------------------- |
| 1    | あれから2年...   | 二年後           | 長谷川勝己             | 後信治                   | 後信治           | 湯本典佳                     |
| 2    | 読めない地図     | 讀不懂的地圖     | 長谷川勝己             | 後信治                   | 山名隆史         | 松原一之                     |
| 3    | ひとつ屋根の下   | 在同一屋簷下     | 花田十輝               | 南柏努                   | 布施康之         | 小菅和久                     |
| 4    | 桜並木の向こうに | 在街邊櫻樹的對面 | 長谷川勝己             | 阿部雅司                 | 阿部雅司         | 枡田邦彰                     |
| 5    | 魔法のしっぽ     | 魔法的尾巴       | 網谷正治               | 瀬田用賀                 | 瀬田用賀         | 杉山了蔵                     |
| 6    | 美春への手紙     | 給美春的信       | 長谷川勝己             | 後信治                   | 徳本善信         | 丸山隆                       |
| 7    | すれ違い         | 交錯             | 花田十輝               | 木村真一郎               | 山崎茂           | 堀越久美子                   |
| 8    | 嵐の予感         | 暴風颶雨的預感   | 雨宮ひとみ、長谷川勝己 | 山本郷                   | 山本天志         | 島澤範子                     |
| 9    | 枯れない想い     | 不會枯萎的思念   | 長谷川勝己             | 南柏努                   | 布施康之         | 村上直紀、江上夏樹           |
| 10   | 入部します！     | 我要入部         | 網谷正治               | 池端隆史                 | 徳本善信         | 松原一之                     |
| 11   | ただいま執筆中！ | 現在執筆中       | 花田十輝               | 阿部雅司                 | 阿部雅司         | 枡田邦彰                     |
| 12   | 初音島のWスター  | 初音島的雙星     | 雨宮ひとみ、長谷川勝己 | 德本善信                 | 山本天志         | 杉山了蔵                     |
| 13   | アイシアの夏     | 艾希雅的夏天     | 長谷川勝己             | 瀬田用賀                 | 瀬田用賀         | 丸山隆                       |
| 14   | 心の扉           | 心扉             | 網谷正治               | 島崎奈奈子               | 布施康之         | 立田眞一、鈴木豪             |
| 15   | 歌声を届けに     | 將歌聲送達       | 花田十輝               | 後信治                   | 徳本善信         | 湯本佳典                     |
| 16   | 芽生えた想い     | 萌生的思念       | 長谷川勝己             | 島崎奈奈子               | 山本天志         | 枡田邦彰                     |
| 17   | 音夢と純一       | 音夢和純一       | 雨宮ひとみ、長谷川勝己 | 鎌仲史陽                 | 鎌仲史陽         | 松原一之                     |
| 18   | 桜色の蜃気楼     | 櫻花色的海市蜃樓 | 網谷正治               | 阿部雅司                 | 阿部雅司         | 丸山隆                       |
| 19   | さくらの言葉     | 櫻的話語         | 花田十輝               | 徳本善信、後信治         | 布施康之         | 杉山了蔵、江上夏樹           |
| 20   | 戻らない季節     | 逝去的季節       | 長谷川勝己             | 山本郷                   | 山本天志         | 立田眞一、鈴木豪             |
| 21   | 二人の魔法使い   | 兩位魔法師       | 長谷川勝己             | 徳本善信、鎌仲史陽       | 徳本善信         | 立田眞一、野村雅史           |
| 22   | みんなの時間     | 大家的時間       | 花田十輝               | 瀬田用賀                 | 山名隆           | 島澤範子、枡田邦彰           |
| 23   | 沈黙の夏         | 沉默的夏天       | 網谷正治               | 島崎奈奈子               | 鎌仲史陽         | 丸山隆、江上夏樹             |
| 24   | 誓い             | 誓言             | 長谷川勝己             | 石崎良明                 | 徳本善信         | 立田眞一、杉山了蔵           |
| 25   | ダ・カーポ       | 夢的重奏         | 長谷川勝己             | まついひとゆき、阿部雅司 | 布施康之         | 立田眞一、野村雅史、湯本典佳 |
| 26   | 幸せの鐘         | 幸福的鐘聲       | 長谷川勝己             | 後信治                   | 徳本善信、後信治 | 島澤範子、枡田邦彰、高品有佳 |

### OVA
D.C.IF，共兩話在正版DVD內附送。音夢死後1年，描述的是主人公純一和白河小鳥的戀愛故事。

## 漫畫
- D.C.青春戀歌2冊 原作:CIRCUS 作畫:谷原菜月 ISBN 4710765198329/4710765199708
- D.C.S.G.兩冊無中文版 原作:CIRCUS 作畫:Cherish
- D.C.青春戀歌the origin 1冊 作者：CIRCUS 繪者：黑井未明 ISBN 4713469350000

## 小說
- D.C.朝倉音夢篇
- D.C.芳乃櫻篇
- D.C.白河小鳥篇
- D.C.水越萌、真子篇
- D.C. 鷺澤賴子篇
- D.C. 天枷美春篇

## 影響
根據有限公司Peaks曾發行的PC NEWS所公佈的日本全國美少女遊戲銷售量排行榜，《初音島》CD版首次銷售隨即成為排行榜第1名；之後在2002年的7月的2次遊戲銷售統計排名中，則是各排名在第4名及第1名的位置。在2007年10月，《電擊G's magazine》舉辦了日本前五十名最佳美少女遊戲排名的票選活動，《初音島》在入圍的249款遊戲中獲得61票而成為第6名。

## 外部連結
- D.C.官方網站 （日語）
- D.C.P.C.官方網站 （日語）
- D.C. Re:tune官方網站 （日語）